# Wald der Nationen

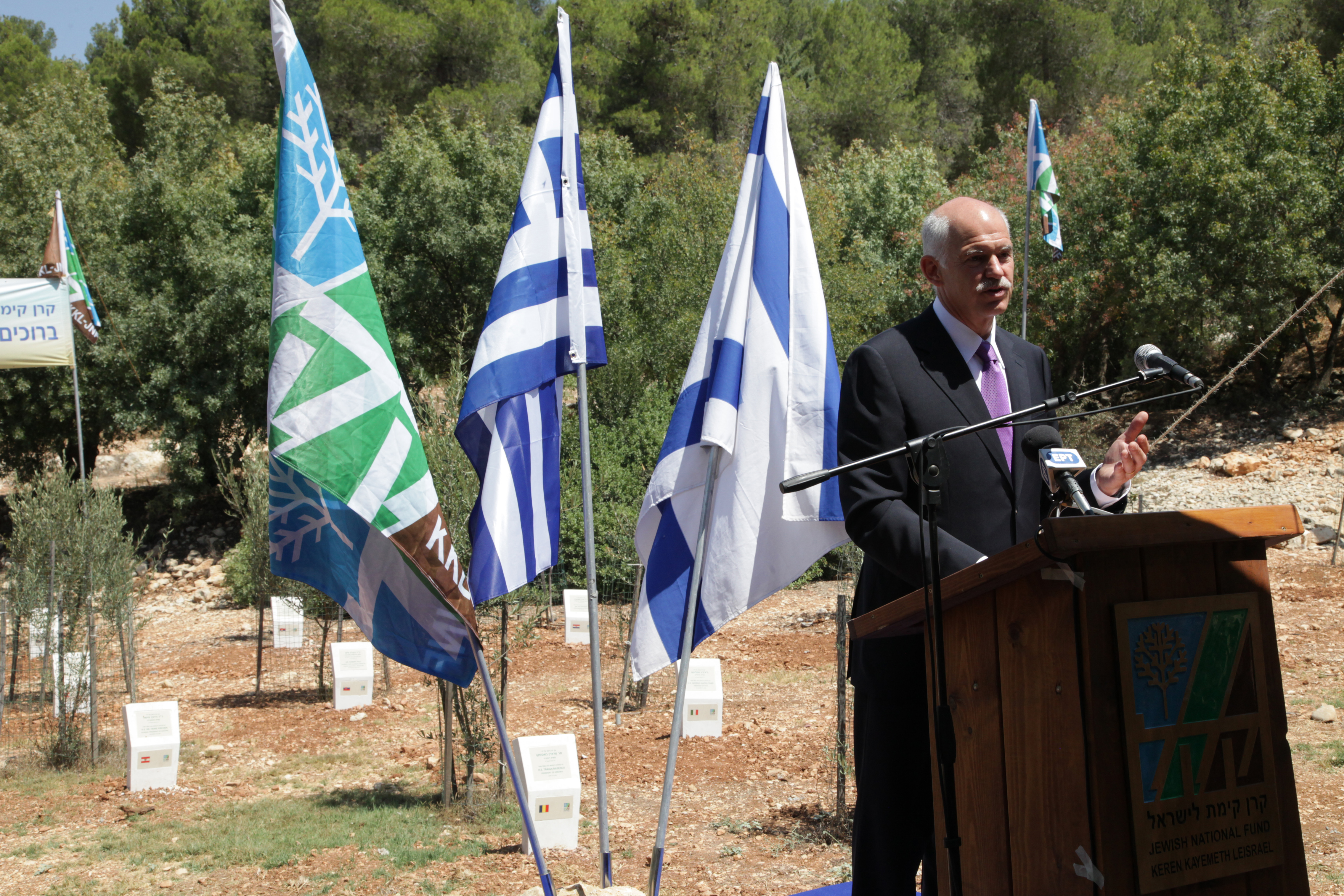
Giorgos A. Papandreou im Wald der Nationen

Der Wald der Nationen (hebräisch חֹרְשַׁת הָאֻמָּוֹת Chorschat haʾUmmōt, deutsch ‚Buschwald/Wäldchen der Nationen‘, Plene: חורשת האומות, auch transliteriert als: Churschat …) ist eine Initiative von Jüdischem Nationalfonds und Außenamt zur symbolischen Baumpflanzung in Israel. Er wurde vom deutschen Bundespräsidenten Horst Köhler im Rahmen seines Staatsbesuchs in Israel im Februar 2005 eingeweiht.
In dem „Wald der Nationen“ sind Staats- und Regierungschefs aus aller Welt eingeladen, mit dem Pflanzen eines Baumes ihrer Verbundenheit mit dem Staat Israel und ihrer Hoffnung auf dessen prosperierende, friedvolle Zukunft symbolisch Ausdruck zu verleihen. Der Protokollchef des Außenamts Jitzchaq Eldan brachte zum Ausdruck: „Die Pflanzung eines Ölbaums in Jerusalem ist ein symbolischer Akt, der eine tief verwurzelte Bindung zwischen besuchenden Staatsgästen und dem Staat Israel schafft. Ein gemeinsames Anliegen für Natur und Umwelt bildet die Grundlage für eine Partnerschaft zwischen den Ländern“.

## Anlage

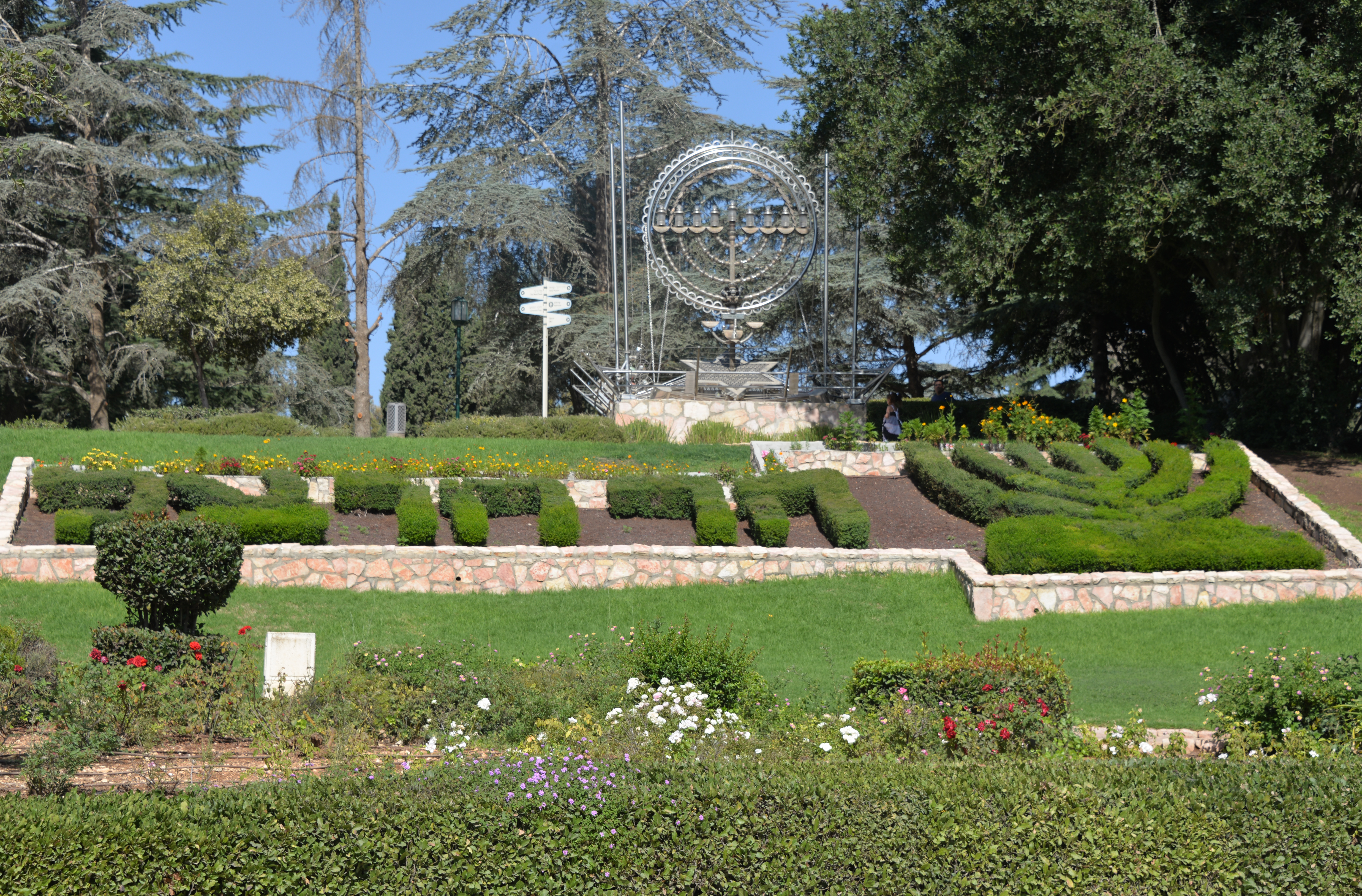
Chanukkiah im Gan haʾUmmot auf dem Herzlberg

Baumpflanzungen durch Staatsgäste Israels erfolgten seit 1958 im Gan haʾUmmot, einer Jerusalemer Grünanlage auf dem Herzlberg nahe dem Hauptzugang, wo Besucher aus der Stadt kommend den Berg betreten. Neben jedem so gepflanzten Baum erläutert ein kleines Schild den Namen des Pflanzers, das Pflanzdatum und die Baumart.
Im Jahr 2003 wurde beschlossen, künftig Staatsgäste jeweils einen Baum in einer Tallage unterhalb des Bergs nahe der Derech Joseph Weiz pflanzen zu lassen. Weiz (auch Weitz; 1890–1972) war Leiter der Aufforstungsabteilung des Jüdischen Nationalfonds. Die Chorschat haʾUmmot erstreckt sich entlang eines Abschnitts der Ölbaumroute (דֶּרֶךְ עֵץ הַזַּיִת Derech Etz haSajit), der Teil einer Initiative der UNESCO und des Europarates ist, rund um das gesamte Mittelmeerbecken einen Wanderweg als verbindendes Band einzurichten. Diese Route bringt den gemeinsamen Wunsch nach Frieden und Koexistenz zum Ausdruck. Die Chorschat haʾUmmot bildet einen Teil des Jerusalemer Waldes in den Jerusalemer Bergen, ihrerseits wiederum Teil des Judäischen Berglands.

## Baumpflanzungen
Zahlreiche Staats- und Regierungschefs sowie andere internationale Vertreter haben einen Baum im Wald der Nationen gepflanzt, darunter die Folgenden:
- Edi Rama
- Alfred Gusenbauer
- Heinz Fischer
- Werner Faymann
- Yves Leterme
- Bojko Borissow
- Rosen Plevneliev
- Luis Inacio Lula da Silva
- Alassane Dramane Ouattara
- Óscar Arias Sánchez
- Demetris Christofias
- Bohuslav Sobotka
- Jan Fischer
- Petr Nečas
- Vaclav Klaus
- Angela Merkel
- Dirk Niebel
- Horst Köhler
- Leonel Fernandez Reyna
- Tarja Halonen
- Emanuel Mori
- Joseph J. Urusemal
- Bidsina Iwanischwili
- Giorgi Margwelaschwili
- Irakli Garibashvili
- Bartholomaios I.
- Giorgos A. Papandreou
- Karolos Papoulias
- Prokopis Pavlopoulos
- Jimmy Morales
- Pérez Molina
- Juan Orlando Hernández
- Ivo Sanader
- Jadranka Kosor
- Stjepan Mesic
- Gordon Bajnai
- Benjamin Netanjahu
- Giorgio Napolitano
- Romano Prodi
- Sergio Mattarella
- Silvio Berlusconi
- Raila Odinga
- Uhuru Kenyatta
- Ellen Johnson Sirleaf
- Mahinda Rajapaksa
- Algirdas Butkevicius
- Andrius Kubilius
- Dalia Grybauskaitė
- Vaira Vīķe-Freiberga
- Albert Grimaldi
- Vladimir Filat
- Kessai Note
- Gjorge Ivanov
- Nikola Gruevski
- Vlado Buckovski
- Joseph Muscat
- Milo Djukanovic
- Kjell Magne Bondevik
- Marcus Stephen
- Ricardo Martinelli
- Alejandro Toledo Manrique
- Ollanta Humala
- Tommy Remengesau
- Peter O’Neill
- Lech Kaczynski
- Horacio Cartes
- Traian Basescu
- Antonio Saca
- Aleksandar Vučić
- Boris Tadic
- Tomislav Nikolić
- Robert Fico
- Borut Pahor
- Janez Drnovsek
- Barnabas Sibusiso Dlamini
- Faure Essozimna Gnassingbé
- Gilbert Fossoun Houngbo
- George Tupou V.
- Patrick Manning
- Ahmet Necdet Sezer
- Petro Poroshenko
- Wiktor Janukowytsch
- Ban Ki-Moon